# Horst Blankenburg
Horst Blankenburg (* 10. Juli 1947 in Heidenheim an der Brenz) ist ein ehemaliger deutscher Fußballspieler. Seine größten Erfolge feierte er Anfang der 1970er Jahre, als er mit Ajax Amsterdam dreimal in Serie den Europapokal der Landesmeister sowie jeweils zweimal die nationale Meisterschaft und den niederländischen Pokal gewann. Mit dem Hamburger SV gewann er 1976 den DFB-Pokal und 1977 den Europapokal der Pokalsieger.

## Karriere

### Karrierebeginn
Blankenburg spielte ursprünglich beim VfL Heidenheim. Seine Profilaufbahn begann er in der Saison 1967/68 unter Max Merkel beim 1. FC Nürnberg. In seiner ersten Saison wurde die Mannschaft deutscher Meister. Blankenburg kam in der gesamten Saison jedoch nur 13-mal zum Einsatz und absolvierte kein einziges Bundesligaspiel. Ein Autounfall mit dreimonatigem Krankenhausaufenthalt hatte vorrangig sein Bundesligadebüt verhindert. Anschließend wechselte er für eine Ablösesumme von 45.000 DM zum Wiener Sport-Club, wo er mit der Mannschaft von Trainer Johann Pesser und Mitspielern wie Hans Buzek, Wolfgang Gayer, Norbert Hof und Johann Schmidradner österreichischer Vizemeister wurde und auch in das Pokalfinale einzog. 1969 wechselte er für eine Ablösesumme von 100.000 DM zum TSV 1860 München. Dort absolvierte er 31 Bundesligaeinsätze unter Trainer Fritz Langner und ab dem 13. November 1969 unter dessen Nachfolger Franz Binder und erzielte ein Tor. Am Ende der Saison stieg sein Verein trotz der 19 Saisontore des jungen Stürmers Klaus Fischer ab.

### Wechsel nach Amsterdam
Blankenburg wechselte ein halbes Jahr später zu Ajax Amsterdam, wo er Velibor Vasovic ablöste, der zum Ende der Saison 1970/71 seine Spielerkarriere wegen gesundheitlicher Probleme beendete. Insgesamt fünf Jahre war er im Kader und gewann von 1971 bis 1973 dreimal hintereinander den Europapokal der Landesmeister. Mit Ajax wurde Blankenburg 1972 und 1973 Landesmeister sowie 1971 und 1972 Pokalsieger. Als Defensivspieler nahm er an allen Endspielen teil, im Finale von 1971 wurde er jedoch erst zur Halbzeit eingewechselt. 1972 gehörte er zu der Mannschaft, die nach der nationalen Meisterschaft mit dem UEFA Super Cup und dem Weltpokal das internationale Triple gewann.
In Amsterdam spielte Blankenburg in einer Mannschaft mit Johan Cruyff, Johan Neeskens, Ruud Krol und Arie Haan. Seine Trainer waren Rinus Michels und Ștefan Kovács. Hennes Weisweiler beurteilte ihn als den Fußballspieler, der seiner Idealvorstellung eines Liberos am nächsten käme. In der deutschen Nationalmannschaft besetzte jedoch Franz Beckenbauer in dieser Zeit diese Position. Blankenburg wurde daher nie in die Nationalmannschaft berufen.

### Rückkehr in die Bundesliga und Karriereende
1975 wechselte Blankenburg zum Hamburger SV in die Fußball-Bundesliga. Mit dem HSV gewann er unter Trainer Kuno Klötzer den DFB-Pokal 1975/76 und 1977 den Europapokal der Pokalsieger. Im Finale gegen den RSC Anderlecht kam er nicht zum Einsatz. Blankenburg konnte sich jedoch nicht dauerhaft beim HSV durchsetzen. In seiner zweiten Saison absolvierte er nur 13 Einsätze in der Bundesliga. Danach wechselte er zu Neuchâtel Xamax in die Schweiz. Bei Chicago Sting, KSC Hasselt und 1980 bei Preußen Münster in der 2. Bundesliga Nord und der Oberliga Westfalen beendete er seine Karriere als professioneller Fußballspieler.

### Amateur und Trainer
1982 schloss sich Blankenburg im Amateurbereich dem Hummelsbütteler SV in Hamburg an, wo er mit seinem vormaligen Mannschaftsgefährten Georg Volkert zusammenspielte. In der Rückrunde der Saison 1984/85 absolvierte er zwölf Spiele für den Lüneburger SK in der Oberliga Nord, ehe er seine aktive Karriere beendete. Ab dem 1. Juli 1985 war er Trainer der Lüneburger. Nach acht sieglosen Spielen in Folge musste er sein Amt im März 1986 seinem Nachfolger Rainer Zobel überlassen, der den LSK noch zum Klassenerhalt führen konnte. Ab Juli 1987 trainierte Blankenburg den Oberligisten SV Atlas Delmenhorst. Nachdem die ersten zehn Saisonspiele verloren gegangen waren, musste Blankenburg seinen Platz auf der Trainerbank nach nur drei Monaten räumen.

## Wissenswertes
- Bereits 1976 eröffnete der ehemalige Ajax-Spieler das Lokal „Hamburger Bierbrunnen“.[6]
- Heute lebt Blankenburg mit seiner zweiten Frau Marisa in Fuengirola an der spanischen Südküste[7]
- Obwohl er nie für die deutsche Nationalmannschaft gespielt hatte, wurde Blankenburg 1973 in die Europäische Fußballauswahl berufen.[8]
- Auf Initiative seiner Mitspieler Johan Cruyff und Arie Haan sollte Blankenburg kurz vor der WM 1974 in den Niederlanden eingebürgert werden. Seine Einbürgerungsprüfung vermasselte er nach eigenen Angaben bei der Frage nach der niederländischen Nationalhymne.[9]
- Im Amsterdamer Stadtteil Watergraafsmeer wurde im Oktober 2005 eine Brücke nach ihm benannt. 52,34351° N, 4,94737° O[8]

## Erfolge
- Deutscher Meister mit 1. FC Nürnberg: 1968 (ohne Ligaeinsatz)
- Niederländischer Meister mit Ajax Amsterdam:  1972, 1973
- KNVB-Pokal mit Ajax Amsterdam: 1971, 1972
- Europapokal der Landesmeister mit Ajax Amsterdam: 1971, 1972, 1973
- UEFA Super Cup mit Ajax Amsterdam: 1972
- Weltpokal mit Ajax Amsterdam: 1972
- Deutscher Pokalsieger mit Hamburger SV:  1976
- Europapokalsieger der Pokalsieger mit Hamburger SV: 1977
- Gewinn der Central Division / American Conference mit Chicago Sting: 1980